# Лорио, Франсуа
Франсуа Лорио (фр. François Loriaux) — бельгийский (валлонский) поэт-песенник, автор многочисленных популярных песен на валлонском языке. Также выступал в роли певца-шансонье, исполняя песни собственного сочинения.

## Биография
Франсуа Лорио родился в Жюме (фр. Jumet, в тот момент самостоятельная коммуна, ныне — в составе Шарлеруа) 13 февраля 1886 года. Его отец был коммивояжером, мать — домохозяйкой. Франсуа Лорио вырос в среде мелкой буржуазии Шарлеруа. В 1917 году переехал в Брюссель, где занимался торговлей табаком. Жил в районе Лакен, где умер в 1942 году.
На протяжении пятидесяти лет он писал песни на валлонском языке, которые пользовались большой популярностью в так называемой «Чёрной стране» (фр. Pays Noir) — регионе Шарлеруа. Особой популярностью пользовались его песни Dins les rouwèles, L’pû ambicieûs, Je ne suis pas de la p’tite bîre. Также был автором нескольких монологов и двух пьес для театра.